# Angasomyrtus
Angasomyrtus es un género con una especie de plantas fanerógamas perteneciente a la familia Myrtaceae. Su única especie: Angasomyrtus salina Trudgen & Keighery 1983, son pequeños arbustos nativos del sur de Australia.